# Alan Boileau
Alan Boileau (* 25. Juni 1999 in Morlaix) ist ein ehemaliger französischer Radrennfahrer, der im Straßenradsport aktiv war.

## Sportlicher Werdegang
Bis 2020 fuhr Boileau für französische Vereins-Teams sowie für das französische Nationalteam, ohne sich besonders hervorzutun. Bereits in der Saison 2019 bekam er die Möglichkeit, als Stagaire beim damaligen Team Vital Concept-B&B Hotels zu fahren. Jedoch erst zur Saison 2021 wurde er festes Mitglied beim UCI ProTeam B&B Hotels p/b KTM. Noch 2021 erzielte er mit drei Etappensiegen bei der Tour du Rwanda und einem Etappensieg bei der Tour de Savoie Mont-Blanc die ersten vier Erfolge seiner Karriere.
Nach der Auflösung seines Teams B&B Hotels-KTM wechselte Boileau zurück auf die nationale Ebene und wurde Mitglied im Verein VC Rouen 76. 2024 kehrte er mit dem niederländischen UCI Continental Team Philippe Wagner/Bazin auf die internationale Ebene zurück und konnte sich mehrfach unter den Top 10 platzieren. Nach der Saison 2024 beendete er seine aktive Karriere im Radsport.

## Erfolge
2019
- Mannschaftswertung Orlen Nations Grand Prix

2021
- eine Etappe und Bergwertung Tour de Savoie Mont-Blanc
- drei Etappen und Nachwuchswertung Tour du Rwanda

2022
- eine Etappe Tour du Rwanda